# Scharrena Stuttgart
Scharrena Stuttgart (skrivet SCHARRena Stuttgart av de som driver arenan) är en inomhusarena i Stuttgart, Tyskland. Arenan ligger i Neckarstadion under en av läktarna (Untertürkheimer Kurve på sydöstliga kortsidan). Den byggdes då Neckarstadion byggdes om från till ren fotbollsarena, vilket innebar att de löparbanor som tidigare funnits togs bort och läktarna kom närmare inpå fotbollsplan, vilket skapade mer plats under läktarna. Anläggningen är inte den enda inomhusarenan i Neckarpark, även den större Porsche-Arena ligger i området.
Anläggningen började byggas 2009 och invigdes 5 april 2011. Arenan kan ta omkring 2 250 åskådare och används främst för volleyboll, handboll och gymnastik. Den är hemmaarena för volleybollklubben Allianz MTV Stuttgart (större matcher spelas på Porsche-Arena). Den var också hemmaarena för handbollsklubben TVB Stuttgart under säsongerna 2012/2013 till 2020/2021.